# Xian de Yanshou
Le xian de Yanshou (延寿县 ; pinyin : Yánshòu Xiàn) est un district administratif de la province du Heilongjiang en Chine. Il est placé sous la juridiction de la ville sous-provinciale de Harbin.

## Démographie
La population du district était de 250 928 habitants en 1999.